# Wolfgang Weber (novinář)
Wolfgang Weber (17. června 1902 Lipsko – 5. března 1985 Kolín nad Rýnem) byl německý novinářský fotograf.
V Německu byl představitelem moderní fotožurnalistiky v letech 1900–1920 podobně jako Erich Salomon, Martin Munkácsi, Tim N. Gidal, Alfred Eisenstaedt a Felix H. Man.

## Dílo
- Barcelona (1928)
- Abenteuer einer Kamera. Erlebnisse eines Bildjägers in Europa und Afrika (1938)
- Abenteuer meines Lebens (1960)